# باد تن‌اشتت
شهر باد تن‌اشتت در ایالت تورینگن در کشور آلمان واقع شده است.